# Sphinx chersis
Sphinx chersis är en fjärilsart som beskrevs av Jacob Hübner 1824. Sphinx chersis ingår i släktet Sphinx och familjen svärmare. Inga underarter finns listade i Catalogue of Life.

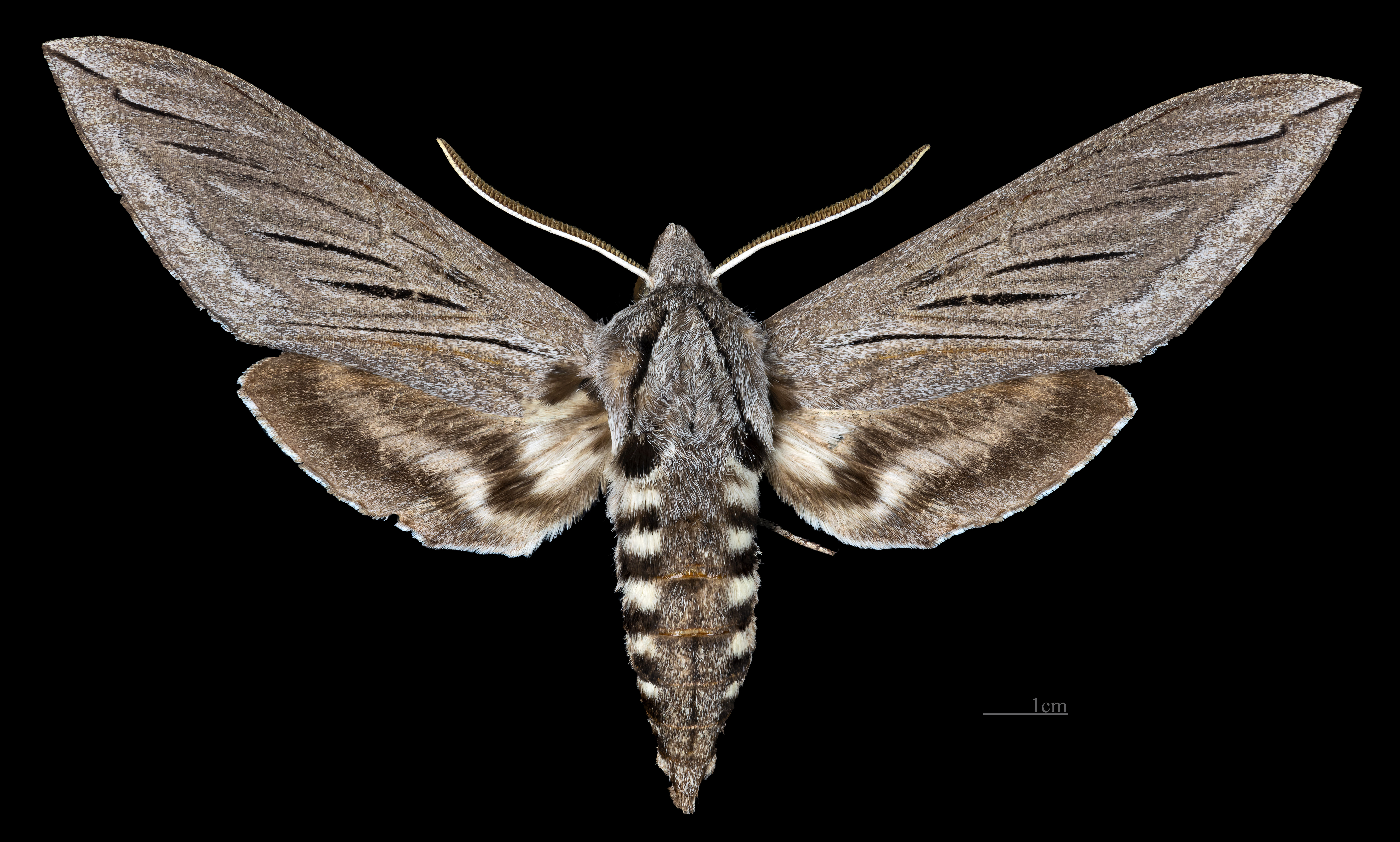
Sphinx chersis ♂
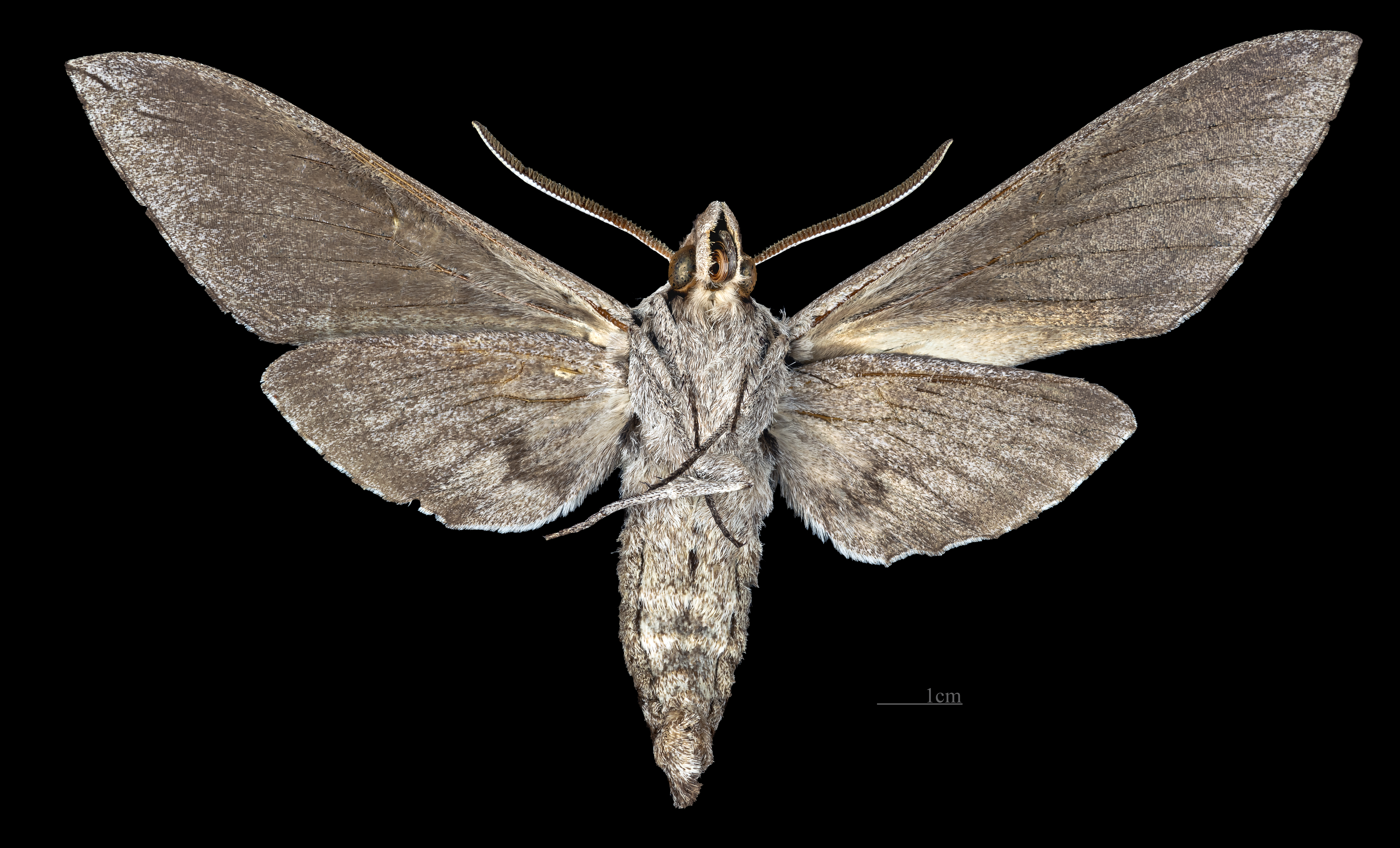
Sphinx chersis ♂   △
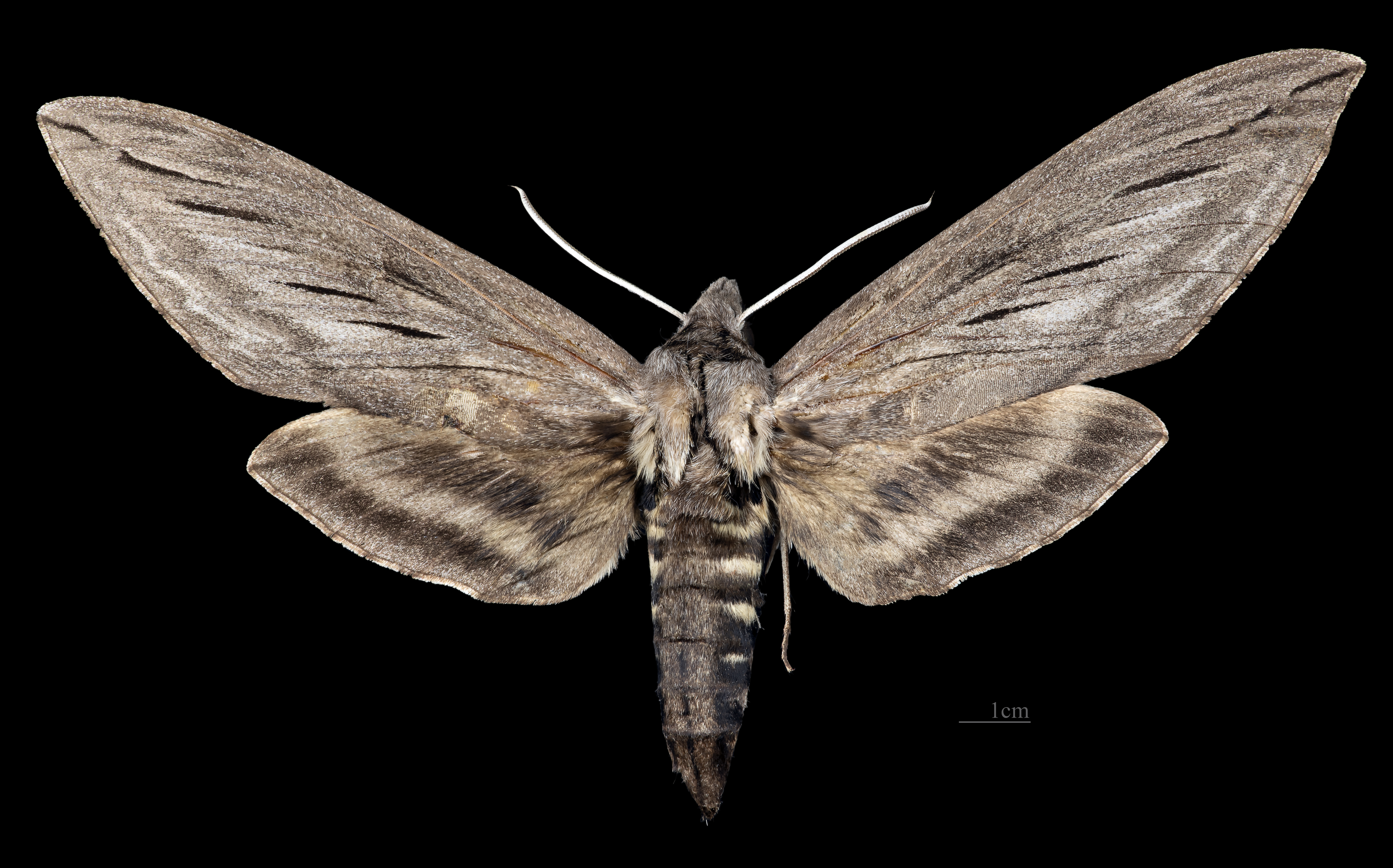
Sphinx chersis   ♀
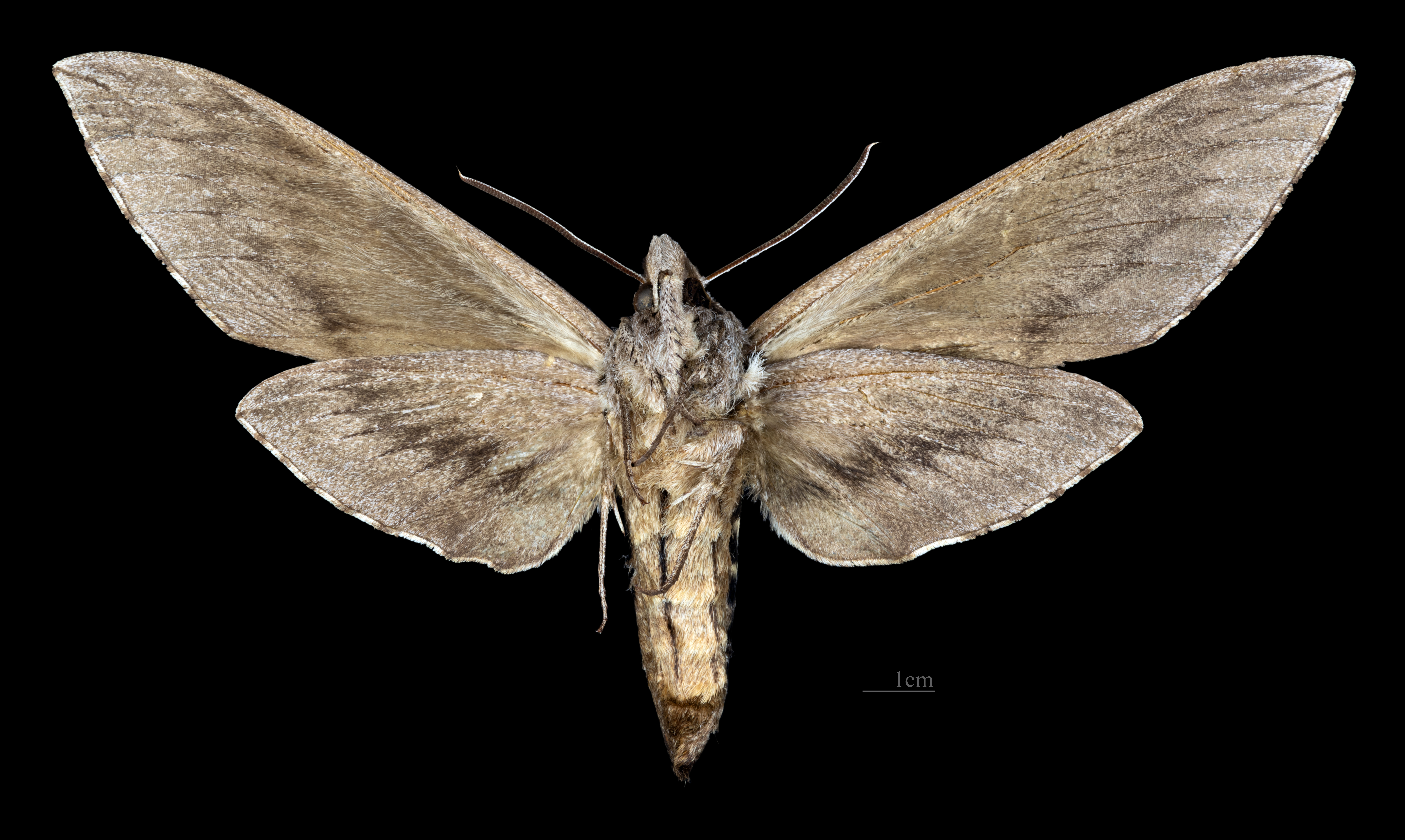
Sphinx chersis  ♀ △

## Bildgalleri

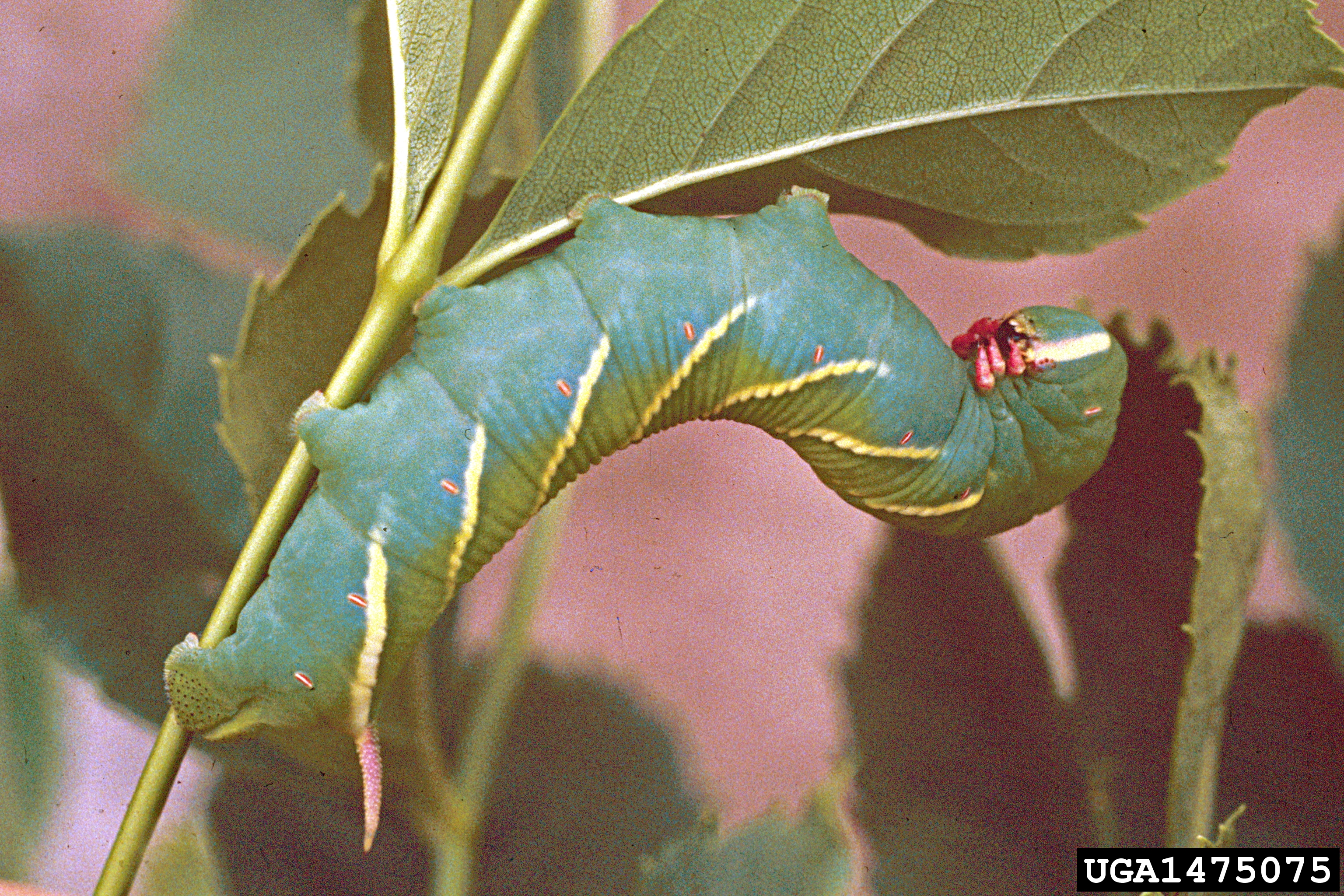